# Hotel Heidelberg: Kommen und Gehen
Kommen und gehen ist ein deutscher Fernsehfilm von Michael Rowitz aus dem Jahr 2016. Es ist der zweite Teil der Filmreihe Hotel Heidelberg mit Ulrike C. Tscharre, Christoph Maria Herbst, Hannelore Hoger und Stephan Grossmann in den Hauptrollen.

## Handlung
Hotelchefin Annette Kramer ist glücklich, denn sie hat von Ingolf Muthesius überraschend einen Heiratsantrag bekommen. Als sie mit dieser Neuigkeit morgens ins Hotel kommt, ist die Reaktion der Familie darüber ganz verschieden. Ihr Sohn und auch ihr Vater nehmen davon kaum Notiz, ihre Schwester findet es großartig und ihre Mutter Hermine ist strikt dagegen. Ihrer Meinung nach sei Annette kein Hochzeitstyp und Männer in der Ehe nicht mehr die gleichen wie vorher. Vor dieser Enttäuschung, die sie aus eigener Erfahrung kennt, würde sie sie gern bewahren. Eine gewisse Ernüchterung erfährt Annette, als sie Ingolfs Eltern bei einem gemeinsamen Essen kennenlernt. Ihre zukünftige Schwiegermutter Susanne benimmt sich nach einigen Gläsern Wein derart daneben, dass sich zwischen Annette und Ingolf ein erster Streit ankündigt, den der geübte Psychologe jedoch schnell schlichten kann. Annettes Bruder Stefan ist auch verliebt: in Köchin Cindy. Als er ihr das eines Tages gesteht, muss er jedoch schmerzlich feststellen, dass sie nicht auf Männer steht und eine feste Freundin hat.
Zu Annettes Überraschung hat ihre Mutter einen alten Freund ins Hotel eingeladen, der sich ihren kranken Vater ansehen soll. Frank Jonas ist ein Wunderheiler und plötzlich erscheinen unzählige Heilsuchende und im Foyer des Hotels geht es zu wie in einer Bahnhofshalle. Sehr zum Ärger von Olga Skyptschuk, die gerade mit ihrer Tochter, der ukrainischen Wundergeigerin Tatjana, abgestiegen ist, um hier Ruhe zu haben. Schon am Abend will sie ein Konzert in der Stadt geben und lädt Jeremy dazu ein, der sich auf der Stelle in die Künstlerin verliebt. Er plant am Ende die Schule abzubrechen und mit Tatjana nach Paris zu geben. Nach anfänglichem Widerspruch seiner Mutter lenkt diese aber ein und hofft, dass sich Jeremys Zukunftspläne schon bald wieder ändern werden.
Nachdem Annettes Mutter einen weiteren Freund aus alten Zeiten eingeladen hat und ihr gegenüber seltsame Andeutungen macht, befürchtet Annette, dass möglicherweise ihr Vater nicht ihr Vater sein könnte. Annette betrachtet die beiden Männer entsprechend aufmerksam, doch Hermine klärt ihre Familie nun auf, denn ihr Mann hat seit einiger Zeit einen unheilbaren Hirntumor und verweigert sich einer Operation. Annette ist am Boden zerstört und will alle Hochzeitsvorbereitungen abbrechen. Nach einigem Nachdenken ist sie sich jedoch sicher Ingolf zu heiraten. Da sich nun der Gesundheitszustand ihres Vaters verschlechtert und er womöglich nicht mehr lange lebt, beschließt Annette die Trauung ganz kurzfristig im Krankenhaus stattfinden zu lassen, damit ihr Vater noch dabei sein kann. Kurz darauf stirbt er.

## Hintergrund
Kommen und gehen wurde im Auftrag von ARD Degeto von der „Edel Media & Entertainment“ produziert und vom 6. Juli bis zum 11. August 2015 in Köln und Umgebung gedreht.

## Rezeption

### Einschaltquote
Die Erstausstrahlung von Kommen und gehen erfolgte am 4. März 2016 und wurde in Deutschland von 3,7 Millionen Zuschauern gesehen. Er erreichte einen Marktanteil von 11,7 Prozent für Das Erste.

### Kritiken
Rainer Tittelbach von Tittelbach.tv meinte: „‚Kommen und Gehen‘ steht nicht unter Soap-Verdacht. Die Charaktere sind aufgeklärte moderne Menschen, die sich nicht von Genre-Klischees ihr ‚Leben‘ vorschreiben lassen. Ein bisschen erinnert das Konzept an den Familienserien-Klassiker der 1990er Jahre: ‚Diese Drombuschs‘, getaucht in den Zeitgeist & die Dramaturgie der Gegenwart. Es geht um die Dinge des Lebens: schwere Themen, leicht präsentiert!“
Die Kritiker von TV Spielfilm werteten rundum positiv und schrieben: „Der zweite Film der Reihe hat einen anarchisch-witzigen Auftakt, dann wird’s ernster.“ Fazit: „Lachen und Weinen mit nettem Personal.“